# Ricardo Cavalcante Ribeiro
Ricardo Cavalcante Ribeiro (23 februari 1977) is een voormalig Braziliaans voetballer.

## Carrière
Ricardo speelde tussen 1998 en 2008 voor CFZ do Rio, Kashima Antlers, Vegalta Sendai, Sanfrecce Hiroshima, Kyoto Purple Sanga, Juventude en Joinville.